# Regulador lineal quadràtic
La teoria del control òptim es refereix a operar un sistema dinàmic amb un cost mínim. El cas en què la dinàmica del sistema es descriu mitjançant un conjunt d'equacions diferencials lineals i el cost es descriu mitjançant una funció quadràtica s'anomena problema LQ. Un dels principals resultats de la teoria és que la solució la proporciona el regulador lineal-quadratic (LQR), un controlador de retroalimentació les equacions del qual es donen a continuació.
Els controladors LQR posseeixen una robustesa inherent amb guany i marge de fase garantits, i també formen part de la solució al problema LQG (lineal-quadràtic-Gauss). Igual que el problema LQR en si, el problema LQG és un dels problemes més fonamentals de la teoria del control.

## Descripció general
La configuració d'un controlador (regulador) que governa una màquina o un procés (com un avió o un reactor químic) es troben mitjançant un algorisme matemàtic que minimitza una funció de cost amb factors de ponderació subministrats per l'operador. La funció de cost sovint es defineix com una suma de les desviacions de mesures clau, com l'altitud o la temperatura del procés, dels seus valors desitjats. Així, l'algoritme troba aquells paràmetres del controlador que minimitzen les desviacions no desitjades. La magnitud de l'acció de control també es pot incloure a la funció de cost.
L'algorisme LQR redueix la quantitat de treball realitzat per l'enginyer de sistemes de control per optimitzar el controlador. Tanmateix, l'enginyer encara ha d'especificar els paràmetres de la funció de cost i comparar els resultats amb els objectius de disseny especificats. Sovint, això significa que la construcció del controlador serà un procés iteratiu en què l'enginyer jutja els controladors "òptims" produïts mitjançant la simulació i després ajusta els paràmetres per produir un controlador més coherent amb els objectius de disseny.
L'algoritme LQR és essencialment una forma automatitzada de trobar un controlador de retroalimentació d'estat adequat. Com a tal, no és estrany que els enginyers de control prefereixin mètodes alternatius, com ara la retroalimentació d'estat complet, també coneguda com a col·locació de pols, en què hi ha una relació més clara entre els paràmetres del controlador i el comportament del controlador. La dificultat per trobar els factors de ponderació adequats limita l'aplicació de la síntesi de controlador basada en LQR.

## Versions

### Horitzó finit, temps continu
Per a un sistema lineal de temps continu, definit a {\displaystyle t\in [t_{0},t_{1}]}, descrit per:
{\displaystyle {\dot {x}}=Ax+Bu}
on {\displaystyle x\in \mathbb {R} ^{n}} (és a dir, {\displaystyle x} és un {\displaystyle n} vector de valor real-dimensional) és l'estat del sistema i {\displaystyle u\in \mathbb {R} ^{m}} és l'entrada de control. Donada una funció de cost quadràtica per al sistema, definida com:
{\displaystyle J=x^{T}(t_{1})F(t_{1})x(t_{1})+\int \limits _{t_{0}}^{t_{1}}\left(x^{T}Qx+u^{T}Ru+2x^{T}Nu\right)dt}
on {\displaystyle F} és la matriu de costos inicial, {\displaystyle Q} és la matriu de costos estatal, {\displaystyle R} és la matriu de costos de control, i {\displaystyle N} és la matriu de costos transversal (control i estat), la llei de control de retroalimentació que minimitza el valor del cost és:
{\displaystyle u=-Kx\,}
on {\displaystyle K} ve donada per:
{\displaystyle K=R^{-1}(B^{T}P(t)+N^{T})\,}
i {\displaystyle P} es troba resolent l'equació diferencial de Riccati en temps continu:
{\displaystyle A^{T}P(t)+P(t)A-(P(t)B+N)R^{-1}(B^{T}P(t)+N^{T})+Q=-{\dot {P}}(t)\,}
amb la condició de límit:
{\displaystyle P(t_{1})=F(t_{1}).}
Les condicions de primer ordre per a Jmin són:
1) Equació d'estat {\displaystyle {\dot {x}}=Ax+Bu}
2) Equació de coestat {\displaystyle -{\dot {\lambda }}=Qx+Nu+A^{T}\lambda }
3) Equació estacionària {\displaystyle 0=Ru+N^{T}x+B^{T}\lambda }

### Horitzó infinit, temps continu
Per a un sistema lineal de temps continu descrit per
{\displaystyle {\dot {x}}=Ax+Bu}
amb una funció de cost definida com:
{\displaystyle J=\int _{0}^{\infty }\left(x^{T}Qx+u^{T}Ru+2x^{T}Nu\right)dt}
la llei de control de retroalimentació que minimitza el valor del cost és:
{\displaystyle u=-Kx\,}
on {\displaystyle K} ve donada per:
{\displaystyle K=R^{-1}(B^{T}P+N^{T})\,}
i {\displaystyle P} es troba resolent l'equació algebraica de Riccati en temps continu:
{\displaystyle A^{T}P+PA-(PB+N)R^{-1}(B^{T}P+N^{T})+Q=0\,}
Això també es pot escriure com:
{\displaystyle {\mathcal {A}}^{T}P+P{\mathcal {A}}-PBR^{-1}B^{T}P+{\mathcal {Q}}=0\,}
amb
{\displaystyle {\mathcal {A}}=A-BR^{-1}N^{T}\qquad {\mathcal {Q}}=Q-NR^{-1}N^{T}\,}

### Horitzó finit, temps discret
Per a un sistema lineal de temps discret descrit per:
{\displaystyle x_{k+1}=Ax_{k}+Bu_{k}\,}
amb un índex de rendiment definit com:
{\displaystyle J=x_{H_{p}}^{T}Q_{H_{p}}x_{H_{p}}+\sum \limits _{k=0}^{H_{p}-1}\left(x_{k}^{T}Qx_{k}+u_{k}^{T}Ru_{k}+2x_{k}^{T}Nu_{k}\right)}, on {\displaystyle H_{p}} és l'horitzó temporal

### Horitzó infinit, temps discret
Per a un sistema lineal de temps discret descrit per:
{\displaystyle x_{k+1}=Ax_{k}+Bu_{k}\,}
amb un índex de rendiment definit com:
{\displaystyle J=\sum \limits _{k=0}^{\infty }\left(x_{k}^{T}Qx_{k}+u_{k}^{T}Ru_{k}+2x_{k}^{T}Nu_{k}\right)}
la seqüència de control òptima que minimitza l'índex de rendiment ve donada per:
{\displaystyle u_{k}=-Fx_{k}\,}
on:
{\displaystyle F=(R+B^{T}PB)^{-1}(B^{T}PA+N^{T})\,}
i {\displaystyle P} és l'única solució definitiva positiva de l'equació de Riccati algebraica de temps discret (DARE):
{\displaystyle P=A^{T}PA-(A^{T}PB+N)\left(R+B^{T}PB\right)^{-1}(B^{T}PA+N^{T})+Q}